# 烏紇提
烏紇提，又名大孩（371年—405年），為4－6世紀建立之吐谷渾第七任統治者，他為視羆弟弟，承襲視羆擔任首領，在位期間為401年-405年。
烏紇提性格懦弱，耽酒淫色，不恤国事。妻子念氏专权国事。西秦亡于后秦，他多次侵入西秦的故地。405年，乞伏归返回故地，率军攻打吐谷浑，他大败，逃到南凉，他在南凉去世。他的侄子樹洛干即位。其子慕璝（424-436年在位）、慕利延（436-452年在位）。
| 前任： 視羆 | 吐谷渾首領 在位期間401年-405年 | 繼任： 樹洛干 |